# 東昇橋
24°07′38.49″N 120°42′5.08″E / 24.1273583°N 120.7014111°E
東昇橋，是台中市東區的一座拱橋。連接台中市東門路及十甲東路，跨越旱溪，東西側與旱溪東路及旱溪西路交叉。配置雙向二車道。橋樑兩側並設有人行道。
東昇橋之淺綠色橋體，與不遠處銀灰色之東門橋相互輝映，成為台中市東區及旱溪上最醒目之地標。

## 外部連結
- 台中市政府建設處-振興路以南區段徵收工程 (東昇橋)[永久]